# Thure Gustaf Cederström
Thure Gustaf Cederström, född 16 augusti 1765 i Stockholm, död där 29 december 1812, var en svensk militär.
Thure Gustaf Cederström var son till överste Claes Cederström och Margareta Elisabeth von Mevius. Han blev förare vid Svea livgarde 1781, fänrik där samma år, löjtnant 1786, kapten och regementskvartermästare 1791 samt blev hovmarskalk 1793. Cederström blev ståthållare på Gripsholms slott 1795, major i armén samma år, sekundmajor vid Svea livgarde 1796 och överste i armén 1799. Han blev generaladjutant 1801 och var 1804–1812 chef för Dalregementet. Under kriget mot Norge 1808 förde han brigadbefäl.